# 相生高秀
相生 高秀（あいおい たかひで、1912年（明治45年）1月4日 - 1993年（平成5年）3月6日）は、日本の海軍軍人、海上自衛官。海兵59期。最終階級は海軍中佐（日本海軍）、海将（海自）。第二次世界大戦期における撃墜王。公式撃墜記録は10機。

## 経歴
1912年（明治45年）、広島県で海軍兵学校剣道教員を務める父のもとに生まれる。父は教員になる前、海軍で兵学校運用科の下士官として勤務しており退役した。呉一中学を経て、1928年（昭和3年）4月、海軍兵学校に59期生として入校。1931年（昭和6年）11月7日、兵学校を卒業。装甲巡洋艦「浅間」乗組を経て1933年（昭和8年）11月、第25期飛行学生を拝命。1934年（昭和9年）7月、飛行学生教程を修了、館山航空隊付（戦闘機分隊士、海軍中尉に昇任）。1935年（昭和10年）、空母「龍驤」乗組（戦闘機分隊士）。佐伯航空隊を経て、1937年（昭和12年）7月、第十二航空隊に着任。この頃、相生から戦闘機パイロットの教育を受けた原田要は「相生中尉は、天性の恵まれた体格を持ち、運動神経も素晴らしく優れており、その上、人一倍の努力家で、私は心から尊敬していました。」「相生中尉は物凄い腕力の持ち主で、「急降下して上昇に移る時に、一旦ピタっと停止し、それから上昇に移っていました。実際には、停止することなど有り得ないことですが、まるで一瞬止まったかのように見えるほど、急激に上昇して行くのです。」と語っている。

### 日中戦争

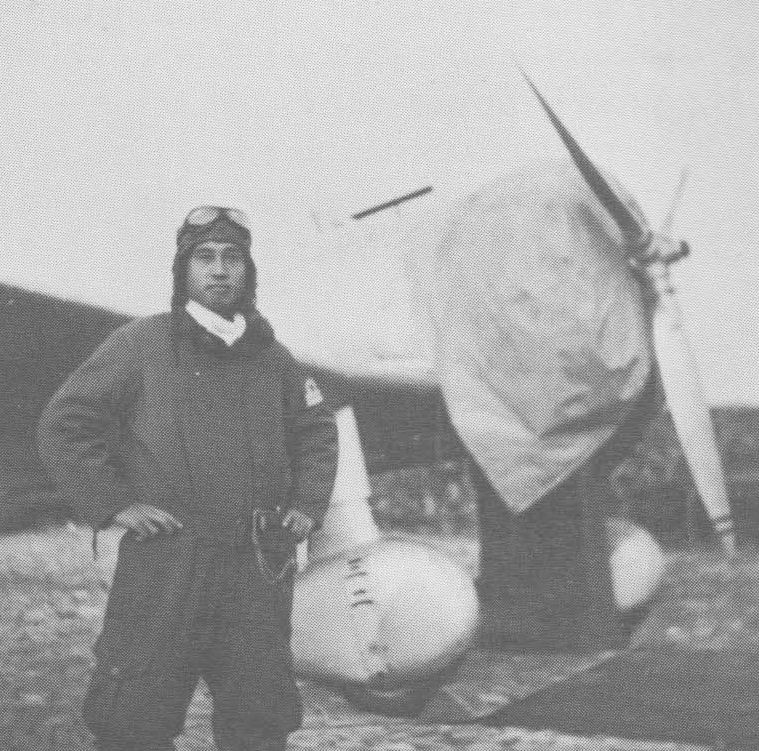
第十二航空隊時代の相生（1938年、漢口にて）

1937年（昭和12年）8月、第二次上海事変勃発に伴い公大飛行場に移動。12月、海軍大尉に昇進、本土に帰還し、霞ヶ浦航空隊分隊長兼教官に着任。
1938年（昭和13年）3月、第十二航空隊分隊長に着任。中国に進出する。4月29日、相生の初陣となる漢口攻撃でI-15戦闘機を2機撃墜。6月26日、南昌攻撃では小隊3機を率い、主隊から分離した直後に20機に囲まれるが、単独2機、部隊で6機を撃墜して追撃を振り切り、安慶飛行場に着陸した。
1938年（昭和13年）12月、空母「赤城」戦闘機隊分隊長に着任。1939年（昭和14年）10月、第十二航空隊付。1940年（昭和15年）1月、「赤城」に配属。同年末、大分航空隊分隊長兼教官、1941年（昭和16年）、横須賀航空隊分隊長兼テストパイロットを歴任。

### 太平洋戦争
1941年（昭和16年）11月、空母「龍驤」戦闘機隊飛行隊長に着任。12月8日太平洋戦争開戦時からフィリピン侵攻作戦に参加、艦攻隊を直衛しながらダバオを攻撃した。
1942年（昭和17年）2月、第三航空隊飛行隊長に着任。南方作戦に従事した後、ガダルカナル島の戦い、ポートダーウィン航空作戦に参加。11月、海軍少佐に昇進、三空が第二〇二海軍航空隊に改名し、それに伴い202空飛行隊長に着任。
1943年（昭和18年）大分海軍航空隊飛行長に着任、1944年（昭和19年）3月15日、大分海軍航空隊が筑波に移転、筑波海軍航空隊飛行長。
あ号作戦で壊滅した母艦航空隊の再建が実施される中で、1944年8月、母艦航空隊である第六〇一海軍航空隊の飛行長に着任。1944年10月、レイテ沖海戦で空母「瑞鶴」に乗組。同海戦で「瑞鶴」は沈没し、相生は駆逐艦に救出された。その後は再建作業に従事していたが、1945年2月に中止になった。
1945年（昭和20年）4月第三四三海軍航空隊（通称剣部隊）の副長に着任。搭乗員の錬成を任された。
1945年8月、終戦。9月5日、海軍中佐に進級。

### 戦後
1947年（昭和22年）11月28日、公職追放の仮指定を受ける。追放解除後の1953年（昭和28年）10月2日、保安庁警備隊入隊（2等警備正）。12月1日、初代鹿屋航空隊司令。1954年（昭和29年）8月1日、1等海佐昇任。1955年（昭和30年）7月15日、訓練飛行隊群司令。11月16日、海上自衛隊幹部学校付、1956年（昭和31年）8月16日、海上幕僚監部防衛部付、1959年（昭和34年）7月14日、徳島航空隊司令。1961年（昭和36年）7月1日、海将補昇任。9月1日、第2航空群司令。1962年（昭和37年）7月1日、自衛艦隊幕僚長。1964年（昭和39年）12月16日、第3代航空集団司令官。1965年（昭和40年）1月1日、海将昇任。12月16日、第11代自衛艦隊司令官。1967年（昭和42年）7月1日、退官。1982年（昭和57年）4月29日、勲三等旭日中綬章受章。
1993年（平成5年）3月6日、心不全のため死去（享年81）。叙・正四位。

## 年譜

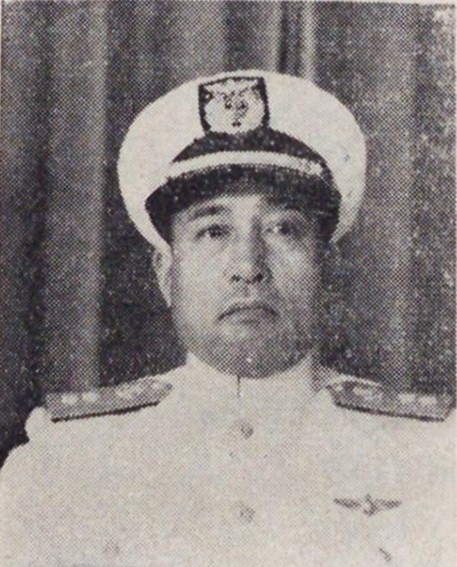
海上自衛隊時代の相生

- 1928年（昭和03年）4月：海軍兵学校入校
- 1931年（昭和06年）11月7日：海軍兵学校卒業（第59期）
- 1933年（昭和08年）11月：第25期飛行学生
- 1934年（昭和09年）7月：飛行学生教程修了
- 1937年（昭和12年）
  - 7月12日：第十二航空隊附[6]
  - 10月1日：霞ヶ浦海軍航空隊附兼教官[7]
  - 11月15日：霞ヶ浦海軍航空隊分隊長[8]
  - 12月1日：海軍大尉に進級[9]
- 1938年（昭和13年）
  - 3月23日：第十二航空隊分隊長[10]
  - 12月15日：空母「赤城」分隊長[11]
- 1939年（昭和14年）10月24日：第十二航空隊分隊長[12]
- 1940年（昭和15年）1月20日：空母「赤城」分隊長[13]
  - 10月15日：大分海軍航空隊分隊長[14]
  - 11月15日：兼補大分海軍航空隊教官[15]
- 1941年（昭和16年）4月26日：横須賀海軍航空隊分隊長兼教官[16]
  - 11月10日：空母「龍驤」飛行隊長兼分隊長[17]
- 1942年（昭和17年）
  - 3月14日：第三航空隊[18]
  - 11月1日：海軍少佐に進級[19]
- 1943年（昭和18年）
  - 3月1日：横須賀鎮守府附[20]
  - 4月1日：大分海軍航空隊飛行隊長兼分隊長教官[21]
  - 11月25日：大分海軍航空隊飛行長兼飛行隊長兼分隊長教官[22]
- 1944年（昭和19年）
  - 5月10日：免兼筑波海軍航空隊分隊長[23]
  - 7月6日：第601海軍航空隊飛行隊長[24]
  - 8月1日：第601海軍航空隊飛行長[25]
  - 11月21日：第221海軍航空隊附[26]
- 1945年（昭和20年）
  - 3月1日：横須賀鎮守府附[27]
  - 3月21日：第343海軍航空隊副長[28]
  - 9月5日：海軍中佐に進級[29]
  - 10月10日：予備役に編入[30]
- 1947年（昭和22年）11月18日：公職追放仮指定[31]
- 1953年（昭和28年）
  - 10月2日：保安庁警備隊入隊（2等警備正）[32]
  - 12月1日：初代鹿屋航空隊司令[33]
- 1954年（昭和29年）8月1日：1等海佐昇任[34]
- 1955年（昭和30年）
  - 7月15日：兼訓練飛行隊群司令[35]
  - 11月16日：海上自衛隊幹部学校付[36]
- 1956年（昭和31年）8月16日：海上幕僚監部防衛部付[37]
- 1959年（昭和34年）7月14日：徳島航空隊司令[38]
- 1961年（昭和36年）
  - 7月1日：海将補昇任[39]
  - 9月1日：第2航空群司令[40]
- 1962年（昭和37年）7月1日：自衛艦隊幕僚長[41]
- 1964年（昭和39年）12月16日：第3代 航空集団司令官[42]
- 1965年（昭和40年）
  - 1月1日：海将昇任[43]
  - 12月16日：第11代 自衛艦隊司令官[44]
- 1967年（昭和42年）7月1日：退官[45]
- 1982年（昭和57年）4月29日：勲三等旭日中綬章受章
- 1993年（平成05年）3月6日：心不全のため死去（享年81）、叙・正四位